# Krista Pärmäkoski

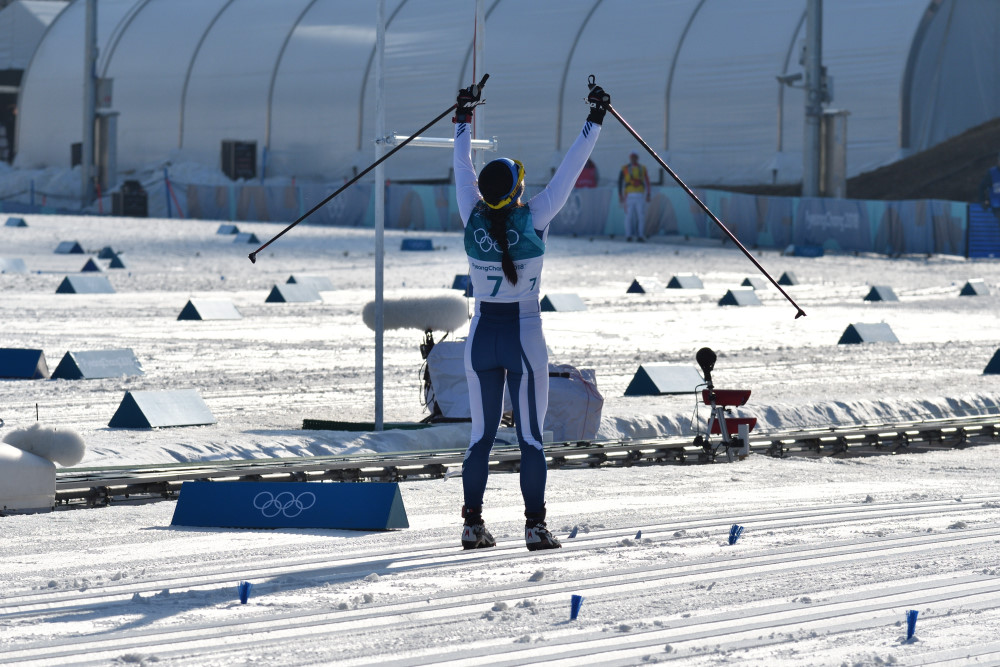
Krista Pärmäkoski tijdens de Olympische Winterspelen 2018 in Pyeongchang.

Krista Pärmäkoski (geboren als:Krista Lähteenmäki) (Ikaalinen, 12 december 1990) is een Finse langlaufster. Ze vertegenwoordigde haar vaderland op de Olympische Winterspelen 2010 in Vancouver, op de Olympische Winterspelen 2014 in Sotsji en op de Olympische Winterspelen 2018 in Pyeongchang.

## Carrière
Bij haar wereldbekerdebuut, in november 2008 in Kuusamo, scoorde Lähteenmäki direct haar eerste wereldbekerpunten. In Liberec nam de Finse deel aan de wereldkampioenschappen langlaufen 2009, op dit toernooi eindigde ze als zevenendertigste op de 10 kilometer klassiek. Tijdens de Olympische Winterspelen van 2010 in Vancouver eindigde Lähteenmäki als 25e op de 30 kilometer klassieke stijl en als 52e op de 10 kilometer vrije stijl.
Tijdens de Tour de Ski 2010/2011 stond de Finse op het podium tijdens de tweede etappe in Oberhof, in het eindklassement bezette ze de achtste plaats. Op de wereldkampioenschappen langlaufen 2011 in Oslo nam Lähteenmäki deel aan alle individuele onderdelen, haar beste resultaat was de vijfde plaats op de 10 kilometer klassiek. Op het onderdeel teamsprint veroverde ze samen met Aino-Kaisa Saarinen de zilveren medaille, samen met Pirjo Muranen, Aino-Kaisa Saarinen en Riitta-Liisa Roponen sleepte ze de bronzen medaille in de wacht op de 4x5 kilometer estafette. In Val di Fiemme nam ze deel aan de wereldkampioenschappen langlaufen 2015. Op dit toernooi eindigde ze als achtste op de 15 kilometer skiatlon, als veertiende op de sprint en als vijftiende op de 10 kilometer vrije stijl. Op de teamsprint legde ze samen met Riikka Sarasoja-Lilja beslag op de bronzen medaille. Tijdens de Olympische Winterspelen van 2014 in Sotsji eindigde de Finse als tiende op de 10 kilometer klassieke stijl, als dertiende op de 15 kilometer skiatlon en als achttiende op de 30 kilometer vrije stijl. Samen met Anne Kyllönen, Aino-Kaisa Saarinen en Kerttu Niskanen behaalde ze de zilveren medaille op de estafette.
Op de wereldkampioenschappen langlaufen 2015 in Falun eindigde Pärmäkoski als twintigste op de 10 kilometer vrije stijl en als 23e op de 15 kilometer skiatlon. Op de estafette veroverde ze samen met Aino-Kaisa Saarinen, Kerttu Niskanen en Riitta-Liisa Roponen de bronzen medaille. Op 12 maart 2016 boekte ze in Canmore haar eerste wereldbekerzege. In Lahti nam de Finse deel aan de wereldkampioenschappen langlaufen 2017. Op dit toernooi sleepte ze de zilveren medaille in de wacht op de 15 kilometer skiatlon, daarnaast eindigde ze als zesde op de 30 kilometer vrije stijl en als zevende op de 10 kilometer klassieke stijl. Samen met Aino-Kaisa Saarinen, Kerttu Niskanen en Laura Mononen behaalde ze de bronzen medaille op de estafette. Tijdens de Olympische Winterspelen van 2018 in Pyeongchang veroverde Pärmäkoski de zilveren medaille op de 30 kilometer klassieke stijl en de bronzen medaille op zowel de 10 kilometer vrije stijl als de 15 kilometer skiatlon. Daarnaast eindigde ze als negende op de sprint. Op de estafette eindigde ze samen met Aino-Kaisa Saarinen, Kerttu Niskanen en Riitta-Liisa Roponen op de vierde plaats, samen met Mari Laukkanen eindigde ze als vijfde op de teamsprint.
Op de wereldkampioenschappen langlaufen 2019 in Seefeld eindigde ze als vierde op de 10 kilometer klassieke stijl, als achtste op de 15 kilometer skiatlon en als elfde op de 30 kilometer vrije stijl. Op de estafette eindigde ze samen met Laura Mononen, Riitta-Liisa Roponen en Evelina Piippo op de zesde plaats, samen met Anne Kyllönen eindigde ze als zevende op de teamsprint. In Oberstdorf nam de Finse deel aan de wereldkampioenschappen langlaufen 2021. Op dit toernooi eindigde ze als achtste op de 30 kilometer klassieke stijl en als dertiende op zowel de 10 kilometer vrije stijl als de 15 kilometer skiatlon. Op de estafette sleepte ze samen met Jasmi Joensuu, Johanna Matintalo en Riitta-Liisa Roponen de bronzen medaille in de wacht, samen met Jasmi Joensuu eindigde ze als zevende op de teamsprint.

## Resultaten

### Olympische Winterspelen
| Jaar | Plaats      | Resultaten |
| ---- | ----------- | --- |
| 2010 | Vancouver   | 52e 10 km vrije stijl 25e 30 km klassieke stijl                                                                                              |
| 2014 | Sotsji      | 10e 10 km klassieke stijl · 13e 15 km skiatlon · 18e 30 km vrije stijl · 4x5 km estafette                                                    |
| 2018 | Pyeongchang | 9e Sprint (klassieke stijl) · 10 km vrije stijl · 15 km skiatlon · 30 km klassieke stijl · 5e Teamsprint (vrije stijl) · 4e 4x5 km estafette |

### Wereldkampioenschappen
| Jaar | Plaats        | Resultaten |
| ---- | ------------- | --- |
| 2009 | Liberec       | 37e 10 km klassieke stijl |
| 2011 | Oslo          | 16e Sprint (vrije stijl) · 5e 10 km klassieke stijl · 31e 15 km achtervolging · 11e 30 km vrije stijl · Teamsprint (klassieke stijl) · 4x5 km estafette |
| 2013 | Val di Fiemme | 14e Sprint (klassieke stijl) · 15e 10 km vrije stijl · 8e 15 km skiatlon · DNF 30 km klassieke stijl · Teamsprint (vrije stijl)                         |
| 2015 | Falun         | 20e 10 km vrije stijl · 23e 15 km skiatlon · 4x5 km estafette                                                                                           |
| 2017 | Lahti         | 7e 10 km klassieke stijl · 15 km skiatlon · 6e 30 km vrije stijl · 4x5 km estafette                                                                     |
| 2019 | Seefeld       | 4e 10 km klassieke stijl 8e 15 km skiatlon 11e 30 km vrije stijl 7e Teamsprint (klassieke stijl) 6e 4×5 km estafette                                    |
| 2021 | Oberstdorf    | 13e 10 km vrije stijl · 13e 15 km skiatlon · 8e 30 km klassieke stijl · 7e Teamsprint (vrije stijl) · 4×5 km estafette                                  |

### Wereldbeker
| Legenda | Legenda            |
| ------- | ------------------ |
| TdS     | Tour de Ski        |
| NO      | Nordic Opening     |
| LT      | Lillehammer Triple |
| RT      | Ruka Triple        |
| WBF     | Wereldbekerfinale  |
| STC     | Ski Tour Canada    |
| ST      | Ski Tour           |

Eindklasseringen
| Seizoen   | Algm   | DI    | SP  | TdS    |
| --------- | ------ | ----- | --- | ------ |
| 2008/2009 | 112e   | -     | 74e | -      |
| 2009/2010 | 102e   | 77e   | -   | -      |
| 2010/2011 | 12e    | 12e   | 29e | 8e     |
| 2011/2012 | 7e     | 7e    | 19e | 4e     |
| 2012/2013 | 10e    | 13e   | 26e | 4e     |
| 2013/2014 | 8e     | 9e    | 17e | 4e     |
| 2014/2015 | 24e    | 24e   | 40e | DNF    |
| 2015/2016 | 4e     | 5e    | 9e  | 8e     |
| 2016/2017 | Zilver | Brons | 6e  | Zilver |
| 2017/2018 | 4e     | 4e    | 7e  | 4e     |
| 2018/2019 | 4e     | 4e    | 14e | Brons  |
| 2019/2020 | 9e     | 7e    | 27e | -      |
| 2020/2021 | 12e    | 13e   | 33e | 5e     |

Wereldbekerzeges
| Nr. | Datum           | Plaats      | Onderdeel                                 |
| --- | --------------- | ----------- | ----------------------------------------- |
| 1.  | 12 maart 2016   | Canmore     | 10 km klassieke stijl (handicapstart) STC |
| 2.  | 4 december 2016 | Lillehammer | 10 km klassieke stijl (handicapstart)     |
| 3.  | 21 januari 2018 | Planica     | 10 km klassieke stijl                     |
| 4.  | 3 maart 2018    | Lahti       | 10 km klassieke stijl                     |
| 5.  | 17 maart 2018   | Falun       | 10 km klassieke stijl (massastart) WBF    |